# NGC 6416
NGC 6416 is een open sterrenhoop in het sterrenbeeld Schorpioen. Het hemelobject werd op 3 augustus 1834 ontdekt door de Schotse astronoom James Dunlop.

## Synoniemen
- OCL 1031
- ESO 455-SC32